# Corancy
Corancy est une commune française située dans le département de la Nièvre, en région Bourgogne-Franche-Comté.
Ses habitants sont les Corancycois.

## Géographie

### Situation
Ce village du Morvan, au cœur de la Bourgogne-Franche-Comté, est situé sur le cours de l'Yonne au sud-est du lac de Pannecière, à 8 km au nord de Château-Chinon dans la partie Est de la Nièvre. Il fait partie du parc naturel régional du Morvan.

### Hydrographie
L'Yonne traverse la commune du sud au nord. à son entrée sur la commune elle reçoit le Touron (rive droite), puis divers petits affluents locaux, avant de se déverser dans le lac-réservoir de Pannecière-Chaumard. Plus de 2,58 km du lac se trouvent sur la commune.
Au Moulin de Corancy, où conflue en rive droite un petit affluent venant du village de Lorien, se trouve une pisciculture couvrant environ 1,6 ha toutes surfaces en eau comprises.
L'Oussière, autre affluent de l'Yonne en rive droite, forme toute la limite de commune au nord-est avec Planchez et une partie de celle au nord avec Chaumard. Son affluent de rive gauche le ruisseau de Griveau forme la limite de commune à l'est avec Lavault-de-Frétoy.

### Géologie
Les sommets de Montiaux, Nargeveau et Chêne Fruit sont à l’extrémité est d'un arc formé de microgranites porphyriques, cintré sur la bordure sud du bassin géologique de Montreuillon et qui se prolonge à l'ouest sur Châtin et plus loin Grandry sur une quinzaine de km (μϒ2-3, en orange sur la carte géologique).

### Villages, hameaux, lieux-dits, écarts
Les lieux-dits et écarts sont indiqués en italiques. Les plus gros hameaux sont en caractères gras.
- Ardilly
- la Bâtisse
- bois Boulle
- bois de Faubouloin
- bois des Pichards
- le Boissillot
- le Carrouge
- Châgnon
- Champ Long
- Champ Moignon
- les Champs de Grand Pré
- Chapelle de Faubouloin
- Chaumont
- la Chaux
- la Chenée
- Chêne Fruit
- les Chevannes
- les Cloux
- les Commes
- Corcery
- le Courvois
- les Creux
- le Crot au Loup
- les Crouées
- le Défens
- Denault
- l'Écheneau Prés Derrière
- la Fiette
- la Fiolle
- les Forands
- la Forêt Laproye
- les Foux
- Frémont
- le Gazot
- les Girettes
- les Goy
- Graillebois
- les Grands Cheintres
- les Grandes Mouilles
- Grand Sernay
- Grappes
- Grenoise
- les Grises
- l'Huis Grillot
- Griveau
- Gros Mont
- l'Huis l'Abbé
- les Issards
- Lorien
- Maison Comte
- la Manille
- la Métairie
- le Montiaux
- Mont Lorien
- le Moulin de Corancy
- le Moulin de Rhônon
- les Moulins
- Nargeveau
- Neuvelle
- la Pérole
- le Pichou
- Poitevin
- les Porets
- le Pré Jean
- Prenet
- Rhônon
- la Rouère
- le Ruet
- Ruet au Meunier
- Salorges
- les Semaines
- les Soulins
- les Tanières
- les Tourelles
- le Tronçay
- Tureau d'Enfer
- les Veurtots
- les Violettes
- les Vouas
- Vouchot
  - Vouchot Dessous
  - Vouchot Dessus

### Climat
Pour des articles plus généraux, voir Climat de la Bourgogne-Franche-Comté et Climat de la Nièvre.
En 2010, le climat de la commune est de type climat de montagne, selon une étude du Centre national de la recherche scientifique s'appuyant sur une série de données couvrant la période 1971-2000. En 2020, Météo-France publie une typologie des climats de la France métropolitaine dans laquelle la commune est exposée à un climat océanique altéré et est dans la région climatique  Lorraine, plateau de Langres, Morvan, caractérisée par un hiver rude (1,5 °C), des vents modérés et des brouillards fréquents en automne et hiver. 
Pour la période 1971-2000, la température annuelle moyenne est de 9,8 °C, avec une amplitude thermique annuelle de 15,6 °C. Le cumul annuel moyen de précipitations est de 1 203 mm, avec 13,9 jours de précipitations en janvier et 8,8 jours en juillet. Pour la période 1991-2020, la température moyenne annuelle observée sur la station météorologique de Météo-France la plus proche, « Chateau Chinon », sur la commune de Château-Chinon (Ville) à 4 km à vol d'oiseau, est de 10,5 °C et le cumul annuel moyen de précipitations est de 1 252,3 mm. 
La température maximale relevée sur cette station est de 38,8 °C, atteinte le 25 juillet 2019 ; la température minimale est de −21,3 °C, atteinte le 10 février 1956,,. 
Les paramètres climatiques de la commune ont été estimés pour le milieu du siècle (2041-2070) selon différents scénarios d'émission de gaz à effet de serre à partir des nouvelles projections climatiques de référence DRIAS-2020. Ils sont consultables sur un site dédié publié par Météo-France en novembre 2022.

## Urbanisme

### Typologie
Au 1er janvier 2024, Corancy est catégorisée commune rurale à habitat très dispersé, selon la nouvelle grille communale de densité à sept niveaux définie par l'Insee en 2022.
Elle est située hors unité urbaine et hors attraction des villes,.

### Occupation des sols
L'occupation des sols de la commune, telle qu'elle ressort de la base de données européenne d’occupation biophysique des sols Corine Land Cover (CLC), est marquée par l'importance des forêts et milieux semi-naturels (62,8 % en 2018), en diminution par rapport à 1990 (65,1 %). La répartition détaillée en 2018 est la suivante : forêts (57,6 %), prairies (26,6 %), zones agricoles hétérogènes (9,2 %), milieux à végétation arbustive et/ou herbacée (5,3 %), eaux continentales (1,3 %). L'évolution de l’occupation des sols de la commune et de ses infrastructures peut être observée sur les différentes représentations cartographiques du territoire : la carte de Cassini (XVIIIe siècle), la carte d'état-major (1820-1866) et les cartes ou photos aériennes de l'IGN pour la période actuelle (1950 à aujourd'hui).

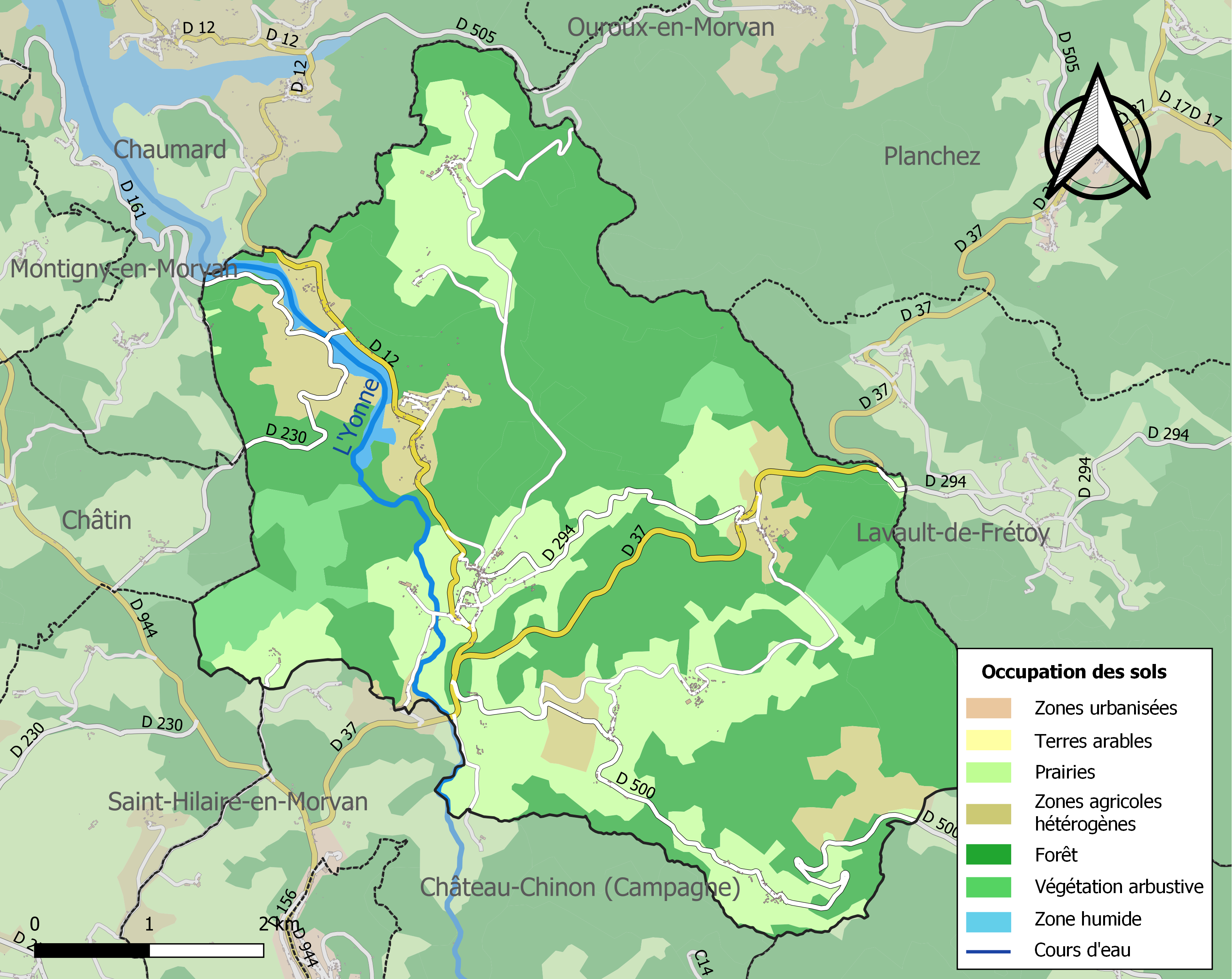
Carte des infrastructures et de l'occupation des sols de la commune en 2018 (CLC).

## Toponymie
Les formes rencontrées dans les documents historiques sont Corensi en 1193, Corenseio en 1296, Coranceyum au XIVe siècle, Courancy en 1435, Couransy en 1600 et Courrancy en 1671,.
Albert Dauzat et Charles Rostaing proposent d'interpréter le premier élément Corens- par le nom de personne latin (porté par un indigène) Cosentius (qu'ils reconnaissent par ailleurs dans Corancez, Cosentiacum vers 954, Eure-et-Loir) ou plutôt Corentius, car le passage de [s] à [r] n'est ni attesté, ni obligatoire. Ernest Nègre préfère le nom de personne latin *Corinthius, variante de Corinthus.
Le second élément est le suffixe -(i)acum,, d'origine gauloise, marquant la localisation et la propriété, souvent latinisé en -eyum à partir du XIIe siècle et ayant déjà évolué en [i] dans la langue commune et qui explique la plupart des terminaisons en -y dans la toponymie du Nord de la France.

## Histoire

### Préhistoire
Plusieurs sites néolithiques se trouvent sur la commune, surtout situés sur les hauteurs de part et d'autre de la vallée de l'Yonne. Certains ne sont connus que par des prospections de surface. 
- Un nucléus plat à lamelles trouvé à Outron (silex provenant du Coniacien d'Aquitaine) pourrait témoigner d'une occupation chasséenne[22].
- L'Huis l'Abbé (sur la D 500, au sud de Corancy) a révélé un ensemble de structures sur une terrasse dominant la vallée de l'Yonne, et présente un ensemble de trous de poteaux de différentes tailles ainsi qu'un soubassement de murs qui décrit un édifice aux contours arrondis avec une cour et un foyer[23]. Cette enceinte serait un enclos pastoral néolithique[24]. A côté se trouvent un complexe d'habitations, avec captage d'eau, accompagné de céramiques de la Tène[25].

Parmi le mobilier, plusieurs centaines de pièces lithiques sont liées à des tertres, des foyers profonds avec à leur proximité des silex chalcolithiques attribués au Néolithique moyen principalement mais aussi au Néolithique final. On note une hache en silex du Roannais, des silex de Meusnes, une ébauche d’armature à pédoncule de la côte chalonnaise et ce qui serait un briquet en silex provenant des Martins à Mouthiers-sur-Boëme (Charente, environ 400 km).
- La Roche du Pas d’Aru a livré une lamelle retouchée en silex provenant vraisemblablement des Limagnes, et un nucléus dont la matière première provient de la Côte chalonnaise[28].
- Les objets en pierre trouvés à Chaumotte sont tirés de quatre matériaux différents : silex de Meusnes, silex de la côte chalonnaise, quelques pièces en silex de Mur-de-Barrez, et un fragment de cristal de ﬂuorite qui a peut-être été ramassé en tant que curiosité. Des gisements de fluorite existent dans le Morvan, notamment au pied du mont Beuvray[28].
- À Grosmont, des « emplacements noirs » contenaient quelques silex, une pointe de flèche néolithique et des tessons de vases grossiers portant des chevrons[28].
- Un sanctuaire des eaux à Faubouloin témoigne de la longévité du culte des eaux dans le Morvan, qui a perduré depuis le Néolithique jusqu'à la fin du XXe siècle[29].

### Protohistoire
Comme l'attestent les fouilles archéologiques du lieu-dit l'Huis l'Abbé, cette commune paraît occupée à l'époque gauloise, avant la conquête romaine.

## Politique et administration
| Période                                  | Période    | Identité          | Étiquette | Qualité           |
| ---------------------------------------- | ---------- | ----------------- | --------- | ----------------- |
| mai 2020                                 | "en cours" | Martine Daoust    |           |                   |
| mars 2014                                | mai 2020   | Isabelle Bouchoux |           |                   |
| mars 2008                                | 2014       | Henry Thenin      |           | Chef d'entreprise |
| mars 1983                                | mars 2008  | Martial Gouël     | PCF       | Directeur d'école |
| Les données manquantes sont à compléter. |            |                   |           |                   |

## Population et société

### Démographie

#### Évolution démographique
L'évolution du nombre d'habitants est connue à travers les recensements de la population effectués dans la commune depuis 1793. Pour les communes de moins de 10 000 habitants, une enquête de recensement portant sur toute la population est réalisée tous les cinq ans, les populations de référence des années intermédiaires étant quant à elles estimées par interpolation ou extrapolation. Pour la commune, le premier recensement exhaustif entrant dans le cadre du nouveau dispositif a été réalisé en 2004.

En 2022, la commune comptait 281 habitants, en évolution de −9,06 % par rapport à 2016 (Nièvre : −3,28 %, France hors Mayotte : +2,11 %).
| 1793 | 1800 | 1806 | 1821  | 1831 | 1836  | 1841  | 1846  | 1851  |
| ---- | ---- | ---- | ----- | ---- | ----- | ----- | ----- | ----- |
| 803  | 754  | 726  | 1 044 | 930  | 1 120 | 1 203 | 1 300 | 1 311 |

| 1856  | 1861  | 1866  | 1872  | 1876  | 1881  | 1886  | 1891  | 1896  |
| ----- | ----- | ----- | ----- | ----- | ----- | ----- | ----- | ----- |
| 1 235 | 1 238 | 1 324 | 1 410 | 1 403 | 1 543 | 1 286 | 1 263 | 1 188 |

| 1901  | 1906  | 1911  | 1921 | 1926 | 1931 | 1936 | 1946 | 1954 |
| ----- | ----- | ----- | ---- | ---- | ---- | ---- | ---- | ---- |
| 1 123 | 1 112 | 1 007 | 897  | 777  | 746  | 729  | 725  | 626  |

| 1962 | 1968 | 1975 | 1982 | 1990 | 1999 | 2004 | 2006 | 2009 |
| ---- | ---- | ---- | ---- | ---- | ---- | ---- | ---- | ---- |
| 546  | 484  | 428  | 419  | 404  | 366  | 358  | 362  | 330  |

| 2014 | 2019 | 2022 | - | - | - | - | - | - |
| ---- | ---- | ---- | - | - | - | - | - | - |
| 307  | 285  | 281  | - | - | - | - | - | - |

#### Pyramide des âges
La population de la commune est relativement âgée.
En 2018, le taux de personnes d'un âge inférieur à 30 ans s'élève à 22,1 %, soit en dessous de la moyenne départementale (27,7 %). À l'inverse, le taux de personnes d'âge supérieur à 60 ans est de 46,3 % la même année, alors qu'il est de 37,0 % au niveau départemental.
En 2018, la commune comptait 150 hommes pour 143 femmes, soit un taux de 51,19 % d'hommes, largement supérieur au taux départemental (48,11 %).
Les pyramides des âges de la commune et du département s'établissent comme suit.
| Hommes | Classe d’âge | Femmes |
| ------ | ------------ | ------ |
| 1,4    | 90 ou +      | 2,2    |
| 11,0   | 75-89 ans    | 17,3   |
| 36,3   | 60-74 ans    | 24,5   |
| 22,6   | 45-59 ans    | 24,5   |
| 8,2    | 30-44 ans    | 7,9    |
| 11,6   | 15-29 ans    | 15,1   |
| 8,9    | 0-14 ans     | 8,6    |

| Hommes | Classe d’âge | Femmes |
| ------ | ------------ | ------ |
| 1,1    | 90 ou +      | 3,2    |
| 10,5   | 75-89 ans    | 14,3   |
| 23,3   | 60-74 ans    | 23,5   |
| 20,5   | 45-59 ans    | 19,4   |
| 15,2   | 30-44 ans    | 14,4   |
| 14,8   | 15-29 ans    | 12,1   |
| 14,7   | 0-14 ans     | 13,2   |

## Économie

### Élevage agricole
Essentiellement agricole, le village comporte 10 exploitations d'élevage de la race bovine charolaise.

### Tourisme
La commune mise sur le tourisme vert grâce à la présence du lac de Pannecière sur son territoire.

### Implication dans le programme Climat Énergie Bourgogne

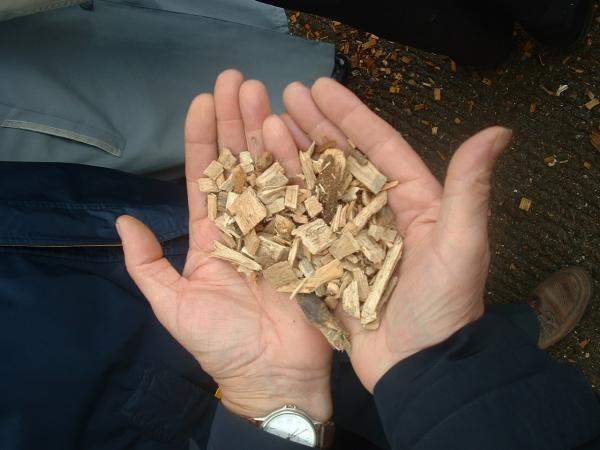
Plaquettes forestières utilisées dans une chaudière bois automatique.

Dans le cadre du programme Climat Énergie Bourgogne, et en partenariat avec l'ADEME de Bourgogne, le FEDER, le conseil général de la Nièvre, le conseil régional de Bourgogne, le parc naturel régional du Morvan et le Syndicat Intercommunal d'Énergies d'Équipement et d'Environnement de la Nièvre (SIEEEN), la commune s'est dotée fin 2008 d'une chaudière bois automatique utilisant des plaquettes forestières issues du déchiquetage de bois lors de l'entretien des forêts et des voies communales,.
Mise en fonction le 23 novembre 2008, cette chaudière de 70 kW permet de chauffer la mairie, l'école primaire, sa cantine et un logement communal, soit un volume total de 1 200 m³. À raison d'une consommation de 95 000 kWh/an, l'utilisation de la « solution bois » revient à environ 1 400 € à l'année, soit une économie de plus de 80 % par rapport à une « solution fioul ».

## Lieux et monuments
Monuments religieux

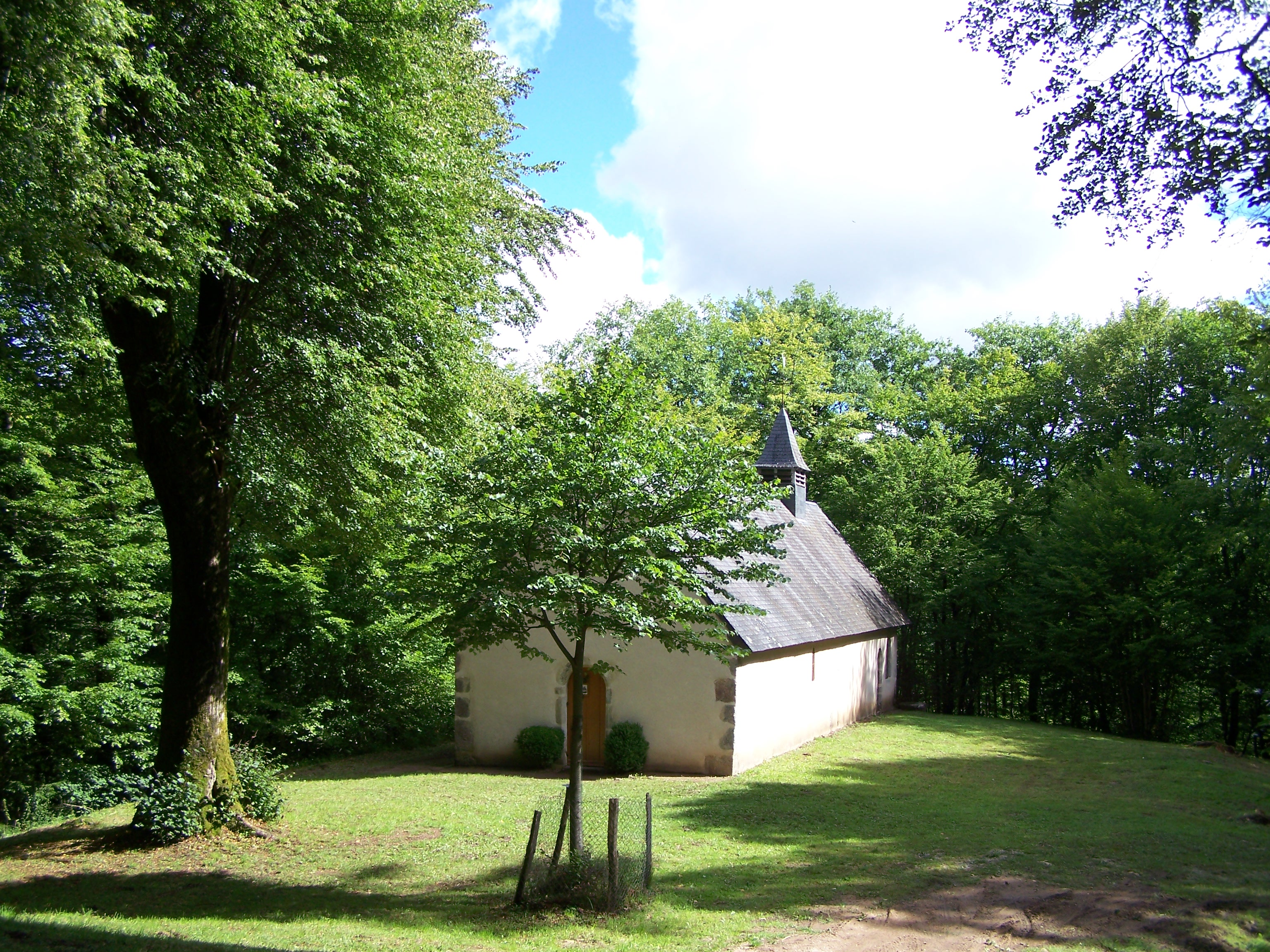
La chapelle de Faubouloin, construite au milieu de la forêt.

- Église Saint-Euphrône des XVe et XVIe siècles, bâti sur l'emplacement d'une précédente église datant du XIIe siècle. Son chœur date du XVe siècle, sa chapelle postérieure gauche, son clocher et son portail antérieur datent du XVe siècle[38]. Peintures murales XVIIe – XVIIIe siècles. Dalles funéraires du XVIIe siècle. Statue en pierre calcaire avec des traces de polychromie art populaire de la fin du XVIe siècle et  Inscrit MH (1989)[39]. Ouverte tous les jours[40]
- Chapelle de Faubouloin, du XVIe siècle et ses trois fontaines celtiques christianisées[41]. Ne se visite pas. Pèlerinage le 15 août[40]

Monuments civils
- Château de Neuvelle, du XVIIe siècle et sa chapelle[42].
- Ruines du château du XIVe siècle au lieu-dit Maison Comte.
- Fouilles archéologiques de la maison de l'Huis l'Abbé

## Personnalités liées à la commune
- Lucien Olivier, (1919-1994), archéologue des fouilles de l'Huis l'Abbé.

### Héraldique
| Blason | Blasonnement : « De gueules au bâton en barre cousu de sable accompagné, en chef, d'un arbre arraché d'or et, en pointe, d'une hure de sanglier cousue aussi de sable, défendue et allumée d'argent. » |